# Bitung

Situation de Bitung

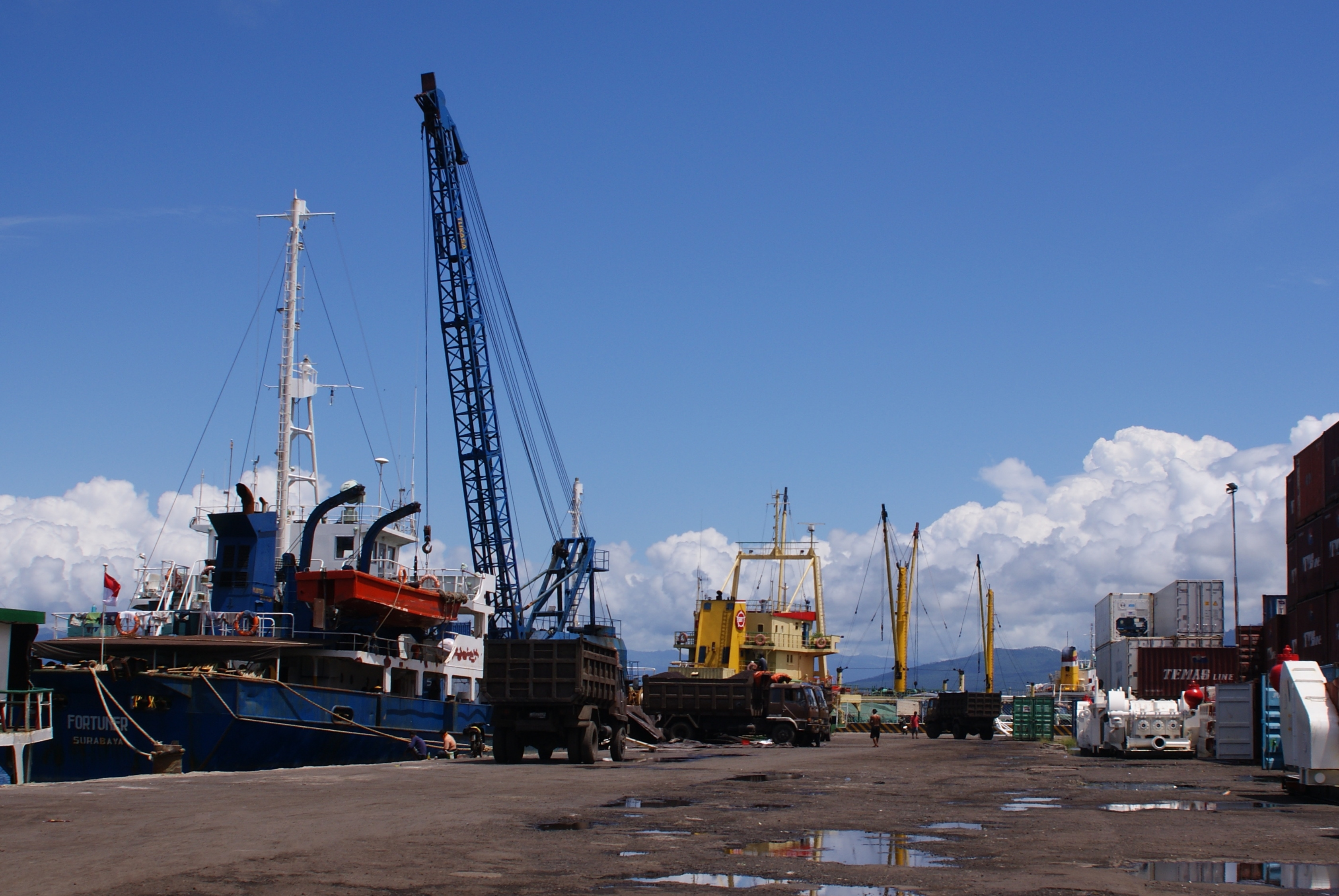
Le port de Bitung

Bitung est une ville d'Indonésie située à la pointe nord-est de l'île de Sulawesi, dans la province de Sulawesi du Nord. Elle a le statut de kota.
C'est une ville portuaire sur le détroit de Lembeh, en  mer des Moluques.

## Biologie
Au large de Bitung se trouve l'île de Lembeh. Entre les deux passe le détroit de Lembeh, connu pour sa riche biodiversité marine, qui comprend notamment des mollusques de l'ordre des nudibranches.